# Elisha McCallion
Pour les articles homonymes, voir McCallion.
Élisha McCallion (née le 21 octobre 1982) est une femme politique du Sinn Féin de Londonderry, Irlande du Nord. Elle est députée pour la circonscription de Foyle depuis juin 2017.
Elle a également été membre de l'Assemblée Législative de la circonscription de Foyle à l'Assemblée d'Irlande du Nord de mars à juin 2017.

## Biographie
Elle est d'abord élue au conseil de Derry en 2005 et devient maire de Derry en 2015.
Le 9 juin 2017, Elle est élue comme députée Sinn Féin de Foyle aux élections générales de 2017.
Comme tous les députés du Sinn Féin, en protestation contre le statut politique de l'Irlande du Nord en tant que nation constitutive du Royaume-Uni, elle ne siège jamais à la Chambre des communes.